# Matías Aristu
Matías Aristu (Rosario, Santa Fe, 14 de febrero de 1995) es un baloncestista argentino que actúa en la posición de alero para Centenario de Venado Tuerto de La Liga Argentina.

## Trayectoria

### Clubes
| Club                     | País      | Año             |
| ------------------------ | --------- | --------------- |
| Libertad de Sunchales    | Argentina | 2012 - 2014     |
| Instituto                | Argentina | 2014 - 2015     |
| San Isidro               | Argentina | 2015 - 2016     |
| Comunicaciones           | Argentina | 2016 - 2017     |
| Boca Juniors             | Argentina | 2017            |
| Platense                 | Argentina | 2018            |
| Unión de Santa Fe        | Argentina | 2018 - 2019     |
| Racing de Chivilcoy      | Argentina | 2019 - 2021     |
| Jáchal                   | Argentina | 2021            |
| Estudiantes de Olavarría | Argentina | 2022            |
| Independiente de Oliva   | Argentina | 2022            |
| Quilmes de Mar del Plata | Argentina | 2022 - 2023     |
| Hispano Americano        | Argentina | 2023 - 2024     |
| Provincial               | Argentina | 2024 - 2025     |
| Centenario               | Argentina | 2025 - Presente |

## Selección nacional
Aristu fue miembro de los seleccionados juveniles de baloncesto de la Argentina, llegando a actuar en el Campeonato FIBA Américas Sub-16 de 2011 y en el Campeonato Mundial de Baloncesto Sub-17 de 2012 cuando aún era jugador de Provincial de Rosario. 